# Liste der Naturdenkmale in Weimar
In der Liste der Naturdenkmale in Weimar sind alle Naturdenkmale der thüringischen Stadt Weimar aufgelistet. Grundlage sind die Einträge in Schutzlisten von europäischer bis regionaler Ebene.

## Geologische Objekte
| Dok-Nr. | Bezeichnung                                | Botanische Bezeichnung | Lage   | Gemarkung | Beschreibung | Bild         |
| ------- | ------------------------------------------ | ---------------------- | ------ | --------- | --- | ------------ |
| 01      | Erratischer Block (Findling) in Tiefurt    |                        | (Lage) | Tiefurt   | Eiszeitgeschiebe in Tiefurt. Sogenannter Findling (Erratischer Block) aus rötlichem, grobkörnigem skandinavischem Granit von 140 × 80 cm Größe                                                | Bild gesucht |
| 02      | Erratischer Block (Findling) am Schönblick |                        | (Lage) |           | Eiszeitgeschiebe – Am Schönblick (Wetterwarte). Geschiebe der Elster-Kaltzeit aus rötlichem, porphyrartigem Granit von 140 × 80 cm Größe                                                      | Bild gesucht |
| 03      | Erdfall am Olympiawäldchen                 |                        | (Lage) |           | Gelände am Olympiawäldchen. Geologisch bedeutsame wellige Auslaugungslandschaft über Gipsgesteinen des mittleren Muschelkalks mit zwei Erdfällen                                              | Bild gesucht |
| 04      | Erdfall im Acker südlich vom Lindenhof     |                        | (Lage) |           | Geologisch bedeutsame wellige Auslaugungslandschaft über Gipsgesteinen des mittleren Muschelkalks mit einem Erdfall                                                                           | Bild gesucht |
| 05      | Erdfall auf dem Ettersberg, Revier 35      |                        | (Lage) |           | Erdfall auf dem Ettersberg, Revier 35. Nördlich der „Lagerstraße“ gelegene, ausgedehnte wassergefüllte Auslaugungssenke von moorartigem Charakter.                                            | Bild gesucht |
| 06      | Erdfall auf dem Ettersberg, „Bocksee“      |                        | (Lage) |           | Erdfall Bocksee. Ettersberg. Kleiner, fast trocken gefallener Erdfall nahe dem Napoleonstein.                                                                                                 | Bild gesucht |
| 07      | Lotten-Nebenquelle, Damaschkestr. 17       |                        | (Lage) |           | Karstquelle im Bereich der sogenannten Weimarer Störung, die mittleren und oberen Muschelkalk gegen mittleren Keuper begrenzt.                                                                | Bild gesucht |
| 08      | Seerosenteich bei Ettersburg               |                        | (Lage) |           | Standort am nördlichen Waldrand. An der Stadtgrenze, der östliche Nachbarteich (ebenfalls FND) gehört zu Ettersburg                                                                           |              |
| 09      | Zwei Erdfälle „Bohnenloch“, Ettersberg     |                        | (Lage) |           | Erdfälle an der Neun-Linden-Allee. Ettersberg. Zwei wassergefüllte Erdfälle, an deren Rand nach der Mitte geneigte Bäume den bis in jüngste Zeit fortdauernden Senkungsprozess dokumentieren. | Bild gesucht |
| 10      | Große Parkhöhle unter dem Park an der Ilm  |                        | (Lage) |           | Parkhöhlen mit Naturbrunnen im Park an der lIm. Künstlich angelegtes Stollensystem mit bedeutenden Aufschlüssen in den Travertinen von Weimar-Belvederer Allee.                               |              |

## Bäume
| Dok-Nr. | Bezeichnung                                                                  | Botanische Bezeichnung | Lage   | Gemarkung | Beschreibung | Bild         |
| ------- | ---------------------------------------------------------------------------- | ---------------------- | ------ | --------- | --- | ------------ |
| 11      | Robinie in der Heinrich-Heine-Str. (am Theater)                              |                        | (Lage) |           | Robinie am Theater, Heinrich-Heine-Straße (bereits stark geschädigt)                                                                    | Bild gesucht |
| 12      | Ahornallee Possendorfer Straße ab Belvedere                                  |                        | (Lage) |           | Ahornallee an der Possendorfer Straße. Von Belvedere ausgehende Allee aus alten Spitz- und Bergahornbäumen                              | Bild gesucht |
| 13      | Schwarzkiefer im Pogwischgarten                                              |                        | (Lage) |           | Schwarzkiefer im sogen. Pogwisch-Garten (Höhe etwa 20 m, Kronenumfang 16 m, Stammumfang 2,50 m)                                         | Bild gesucht |
| 14      | 24 Kiefern an der Parkschule (ehemals „Fürnbergschule“, Bodelschwinghstraße) |                        | (Lage) |           | Kiefern an der ehem. Fürnberg-Schule. Baumgruppe von knapp 25 Kiefern                                                                   |              |
| 15      | Ginkgo-Baum an der Musikhochschule                                           |                        | (Lage) |           | Ginkgo-Baum an der Musikhochschule, Ecke Puschkinstraße                                                                                 |              |
| 16      | Tulpenbaum, Zöllnerstraße                                                    |                        | (Lage) |           | Tulpenbaum (Lirmodendron tulipifera) am Blindenheim, Zöllnerstraße                                                                      | Bild gesucht |
| 17      | Tulpenbaum im Park an der Ilm                                                |                        | (Lage) |           | Tulpenbaum (Lirmodendron tulipifera) am Rand des Parks an der Ilm                                                                       | Bild gesucht |
| 18      | Trompetenbaum an der Karlsmühle                                              |                        | (Lage) |           | Trompetenbaum am Brühl, im Hof der sogen. Karlsmühle                                                                                    | Bild gesucht |
| 19      | Schnurbaum am Rathenauplatz                                                  |                        | (Lage) |           | Schnurbaum (Sophora japanica) an der Sophienschule. Der Schnurbaum befindet sich an der Einmündung der Bockstraße auf die Brennerstraße |              |
| 20      | Stieleiche, Belvederer Allee 20                                              |                        | (Lage) |           | |              |
| 21      | Blutbuche, Bauhausstr. 10                                                    |                        | (Lage) |           | |              |
| 22      | Blutbuche, Bauhausstr. 6                                                     |                        | (Lage) |           | |              |
| 23      | Blutbuche, Freiherr-vom-Stein-Allee 9                                        |                        | (Lage) |           | | Bild gesucht |
| 24      | Stieleiche, Berkaer Str. 2                                                   |                        | (Lage) |           | | Bild gesucht |
| 25      | Stieleiche, Schubertstr. 6                                                   |                        | (Lage) |           | | Bild gesucht |
| 26      | Bergulme, Prellerstr. 9                                                      |                        | (Lage) |           | | Bild gesucht |
| 27      | Stieleiche am Brauereiteich Ehringsdorf, ehemalige Gärtnerei                 |                        | (Lage) |           | | Bild gesucht |
| 28      | Rosskastanie Hummelstr. 4/6                                                  |                        | (Lage) |           | | Bild gesucht |
| 29      | Großfrüchtige Eiche, Abraham-Lincoln-Str. 35                                 |                        | (Lage) |           | | Bild gesucht |
| 30      | Blutbuche, Rainer-Maria-Rilke-Str. 31                                        |                        | (Lage) |           | | Bild gesucht |